# دوري اسطنبول لكرة القدم 1948–49
دوري اسطنبول لكرة القدم 1948–49 (بالتركية: 1948-49 İstanbul Futbol Ligi)‏ هو موسم من دوري اسطنبول لكرة القدم ‏. فاز فيه غلطة سراي.